# Максиміліан Філіпп
Максиміліан Філіпп (нім. Maximilian Philipp; 1 березня 1994, Берлін) — професіональний німецький футболіст, нападник клубу «Вольфсбург», який на правах оренди виступає за «Фрайбург». Раніше також викликався до лав молодіжної збірної Німеччини.

## Клубна кар'єра

### «Фрайбург»
У 2013 році футболіст приєднався до складу «Фрайбурга». Протягом сезону грав за команду дублерів. 5 квітня 2014 року дебютував за основну команду «Фрайбурга», в матчі проти «Штутгарта», замінивши на 90-й хвилині Фелікса Клауса. Перший гол за команду забив 15 лютого 2015 в матчі проти берлінської «Герти».

### «Борусія (Дортмунд)»
7 червня 2017 «Боруссія (Дортмунд)» в своєму Твіттері оголосила про перехід Максиміліана в команду за 20 мільйонів євро. Контракт клубу з гравцем чинний до червня 2022 року. 5 серпня дебутютував за нову команду в матчі за Суперкубок Німеччини проти Баварії. В Бундеслізі перший матч зіграв 19 серпня проти Вольфсбурга, провівши на полі всі 90 хвилин матчу. В матчі 14-го туру Бундесліги проти Баєра(1:1), отримав травму на 8-ій хвилині, і був замінений. Замість нього гру продовжив Андре Шюррле.5 грудня Боруссія оголосила про виліт гравця на кілька місяців

### «Динамо» (Москва)
5 серпня 2019 року, Максиміліан уклав чотирирічний контракт з російським клубом «Динамо» (Москва). У грудні 2019 фани «Динамо» визнали його гравцем місяця.

### «Вольфсбург»
2 жовтня 2020, на правах оренди приєднався до складу «Вольфсбурга». 16 грудня, відкрив рахунок у матчі проти мюнхенської «Баварії», у якому попри гол Максиміліана «Вольфсбург» програв з рахунком 2:1.

## Кар'єра у збірній
За молодіжну збірну Німеччини дебтював у матчі проти італійців 3 вересня 2014 року, вийшовши на поле в другому таймі.

## Титули і досягнення
- Володар Суперкубка Німеччини (1):

«Боруссія» (Дортмунд): 2019
- Переможець молодіжного чемпіонату Європи (1):

Німеччина U-21: 2017